# North American Soccer League (1968–1984)
North American Soccer League (NASL) byla hlavní profesionální fotbalová liga nejvyšší úrovně ve Spojených státech a Kanadě, která fungovala v letech 1968 až 1984. Finále ligy se v letech 1975 až 1983 jmenovalo Soccer Bowl a v posledním roce 1984 série Soccer Bowl Series.
Spojené státy neměly skutečně národní nejvyšší ligu, dokud se FIFou schválená United Soccer Association (USA) a „nezákonná“ National Professional Soccer League (NPSL) v prosinci 1967 nespojily, aby vytvořily NASL. NASL považovala dvě ligy před sloučením za součást své historie.
Popularita ligy vyvrcholila koncem 70. let. Liga měla průměrně přes 13 000 fanoušků na zápas v každé sezóně od roku 1977 do roku 1983 a zápasy ligy byly vysílány v pozemní televizi od roku 1975 do roku 1980.  Nejprominentnějším týmem ligy byl New York Cosmos. Během poloviny až konce sedmdesátých let podepsali Cosmos smlouvu s řadou nejlepších světových hráčů – Pelé, Franz Beckenbauer, Carlos Alberto – a Cosmos měl průměrně přes 28 000 fanoušků na každou sezónu od roku 1977 do roku 1982, přičemž měl průměrnou návštěvnost tři sezóny přes 40 000 diváků na zápas. Mezi další mezinárodně známé hráče v lize patřili Giorgio Chinaglia, Johan Cruyff, Johan Neeskens, Gerd Müller, Bobby Moore, Eusébio a George Best. Nicméně, pře-expanze, ekonomická recese časných 80. let a spory s odbory hráčů nakonec vedly ke kolapsu NASL po sezóně 1984. Také rozhodnutí FIFA přidělit pořadatelství Mistrovství světa ve fotbale 1986 Mexiku poté, co se Kolumbie pořadatelství zřekla, a nikoli USA, je považováno za faktor zániku NASL.

## Statistiky
| Sezóna                                                                                                  | Týmy | Zápasy | Průměrná návštěva | Pozemní televize |
| --- | ---- | ------ | ----------------- | ---------------- |
| 1968 | 17   | 32     | 4 699             | CBS              |
| 1969 | 5    | 16     | 2 930             | Žádná            |
| 1970 | 6    | 24     | 3 163             | Žádná            |
| 1971 | 8    | 24     | 4 154             | Žádná            |
| 1972 | 8    | 14     | 4 780             | Žádná            |
| 1973 | 9    | 19     | 5 954             | Žádná            |
| 1974 | 15   | 20     | 7 770             | CBS (1)          |
| 1975 | 20   | 22     | 7 642             | CBS (2)          |
| 1976 | 20   | 22     | 10 295            | CBS (2)          |
| 1977 | 18   | 26     | 13 558            | TVS (7)          |
| 1978 | 24   | 30     | 13 084            | TVS (6)          |
| 1979 | 24   | 30     | 14 201            | ABC (9)          |
| 1980 | 24   | 32     | 14 440            | ABC (8)          |
| 1981 | 21   | 32     | 14 084            | ABC (1)          |
| 1982 | 14   | 32     | 13 155            | Žádná            |
| 1983 | 12   | 30     | 13 258            | Žádná            |
| 1984 | 9    | 24     | 10 759            | Žádná            |
| Sloupec TV zahrnuje pouze síťovou TV. Neobsahuje kabelové (ESPN, USA) nebo pay-per-view (SportsVision). |      |        |                   |                  |

## Mistři NASL

### Podle roku
| Rok  | Vítěz                      | Finalista                | Král střelců      | Nejužitečnější hráč |
| ---- | -------------------------- | ------------------------ | ----------------- | ------------------- |
| 1968 | Atlanta Chiefs (1)         | San Diego Toros          | Janusz Kowalik    | Janusz Kowalik      |
| 1969 | Kansas City Spurs (1)      | Atlanta Chiefs           | Kaizer Motaung    | Pepe Fernández      |
| 1970 | Rochester Lancers (1)      | Washington Darts         | Kirk Apostolidis  | Carlos Metidieri    |
| 1971 | Dallas Tornado (1)         | Atlanta Chiefs           | Carlos Metidieri  | Carlos Metidieri    |
| 1972 | New York Cosmos (1)        | St. Louis Stars          | Randy Horton      | Randy Horton        |
| 1973 | Philadelphia Atoms (1)     | Dallas Tornado           | Kyle Rote Jr.     | Warren Archibald    |
| 1974 | Los Angeles Aztecs (1)     | Miami Toros              | Paul Child        | Peter Silvester     |
| 1975 | Tampa Bay Rowdies (1)      | Portland Timbers         | Steve David       | Steve David         |
| 1976 | Toronto Metros-Croatia (1) | Minnesota Kicks          | Giorgio Chinaglia | Pelé                |
| 1977 | New York Cosmos (2)        | Seattle Sounders         | Steve David       | Franz Beckenbauer   |
| 1978 | New York Cosmos (3)        | Tampa Bay Rowdies        | Giorgio Chinaglia | Mike Flanagan       |
| 1979 | Vancouver Whitecaps (1)    | Tampa Bay Rowdies        | Óscar Fabbiani    | Johan Cruyff        |
| 1980 | New York Cosmos (4)        | Fort Lauderdale Strikers | Giorgio Chinaglia | Roger Davies        |
| 1981 | Chicago Sting (1)          | New York Cosmos          | Giorgio Chinaglia | Giorgio Chinaglia   |
| 1982 | New York Cosmos (5)        | Seattle Sounders         | Giorgio Chinaglia | Peter Ward          |
| 1983 | Tulsa Roughnecks (1)       | Toronto Blizzard         | Roberto Cabañas   | Roberto Cabañas     |
| 1984 | Chicago Sting (2)          | Toronto Blizzard         | Slaviša Žungul    | Slaviša Žungul      |

### Celkem
| Klub                     | Vítěz | Finalista | Rok - vítěz                  | Rok - finalista |
| ------------------------ | ----- | --------- | ---------------------------- | --------------- |
| New York Cosmos          | 5     | 1         | 1972, 1977, 1978, 1980, 1982 | 1981            |
| Chicago Sting            | 2     | 0         | 1981, 1984                   | –               |
| Atlanta Chiefs           | 1     | 2         | 1968                         | 1969, 1971      |
| Tampa Bay Rowdies        | 1     | 2         | 1975                         | 1978, 1979      |
| Toronto Metros/Blizzard  | 1     | 2         | 1976                         | 1983, 1984      |
| Dallas Tornado           | 1     | 1         | 1971                         | 1973            |
| Kansas City Spurs        | 1     | 0         | 1969                         | –               |
| Rochester Lancers        | 1     | 0         | 1970                         | –               |
| Philadelphia Atoms       | 1     | 0         | 1973                         | –               |
| Los Angeles Aztecs       | 1     | 0         | 1974                         | –               |
| Vancouver Whitecaps      | 1     | 0         | 1979                         | –               |
| Tulsa Roughnecks         | 1     | 0         | 1983                         | –               |
| Seattle Sounders         | 0     | 2         | –                            | 1977, 1982      |
| San Diego Toros          | 0     | 1         | –                            | 1968            |
| Washington Darts         | 0     | 1         | –                            | 1970            |
| St. Louis Stars          | 0     | 1         | –                            | 1972            |
| Miami Toros              | 0     | 1         | –                            | 1974            |
| Portland Timbers         | 0     | 1         | –                            | 1975            |
| Minnesota Kicks          | 0     | 1         | –                            | 1976            |
| Fort Lauderdale Strikers | 0     | 1         | –                            | 1980            |